# Elias Verwilt
Elias Verwilt (2000) is een Vlaamse socialmedia-persoonlijkheid en TikTokker. Hij begon met het plaatsen van video's op TikTok op 1 maart 2020. In zijn filmpjes staat hij bekend om het naspelen van herkenbare thuis- en schoolsituaties.
Naast zijn werk op TikTok en Instagram is Verwilt ook actief als fotograaf.
Hij presenteerde samen met Zita Wauters de Rode Loper-show voorafgaand aan het Gala van de Gouden K's in 2020.
Verwilt zet zich in voor sensibiliseringscampagnes voor jongeren. Hij gebruikt zijn online bereik om positieve boodschappen en maatschappelijke thema’s te verspreiden, waaronder geestelijke gezondheid en zelfbeeld. Verwilt was in 2022 betrokken bij een educatief project dat jongeren bewust moest maken van het belang van Europa.

## Prijzen
| Prijs                      | Jaar | Resultaat                              |
| -------------------------- | ---- | -------------------------------------- |
| Gouden K                   | 2022 | TikTokster van het Jaar                |
| Gouden K                   | 2025 | Online Ster                            |
| Kastaars                   | 2024 | Online Persoonlijkheid                 |
| Kastaars                   | 2025 | Online Persoonlijkheid                 |
| De Jamies                  | 2021 | Genomineerd - Beste TikTok             |
| Het Gala van de Gouden K's | 2021 | Genomineerd - TikTok-ster van het Jaar |
| De Jamies                  | 2022 | Genomineerd - Beste TikTok             |
| De Jamies                  | 2024 | Genomineerd - Comedy Jamie             |
| De Jamies                  | 2024 | Genomineerd - Commercial Collab Jamie  |
| De Jamies                  | 2025 | Genomineerd - Comedy Jamie             |
| De Jamies                  | 2025 | Genomineerd - Commercial Collab Jamie  |